# Briatexte
Briatexte település Franciaországban, Tarn megyében. Lakosainak száma 1948 fő (2022. január 1.). Briatexte Cabanès, Fiac, Graulhet, Puybegon és Saint-Gauzens községekkel határos.

## Népesség
A település népességének változása:
| Lakosok száma | 1936 | 2027 | 2014 | 2036 | 2016 | 2033 | 2040 | 2011 | 1980 | 1948 |
|               | 2010 | 2013 | 2015 | 2016 | 2017 | 2018 | 2019 | 2020 | 2021 | 2022 |